# Pfarrhaus (Attenhausen)

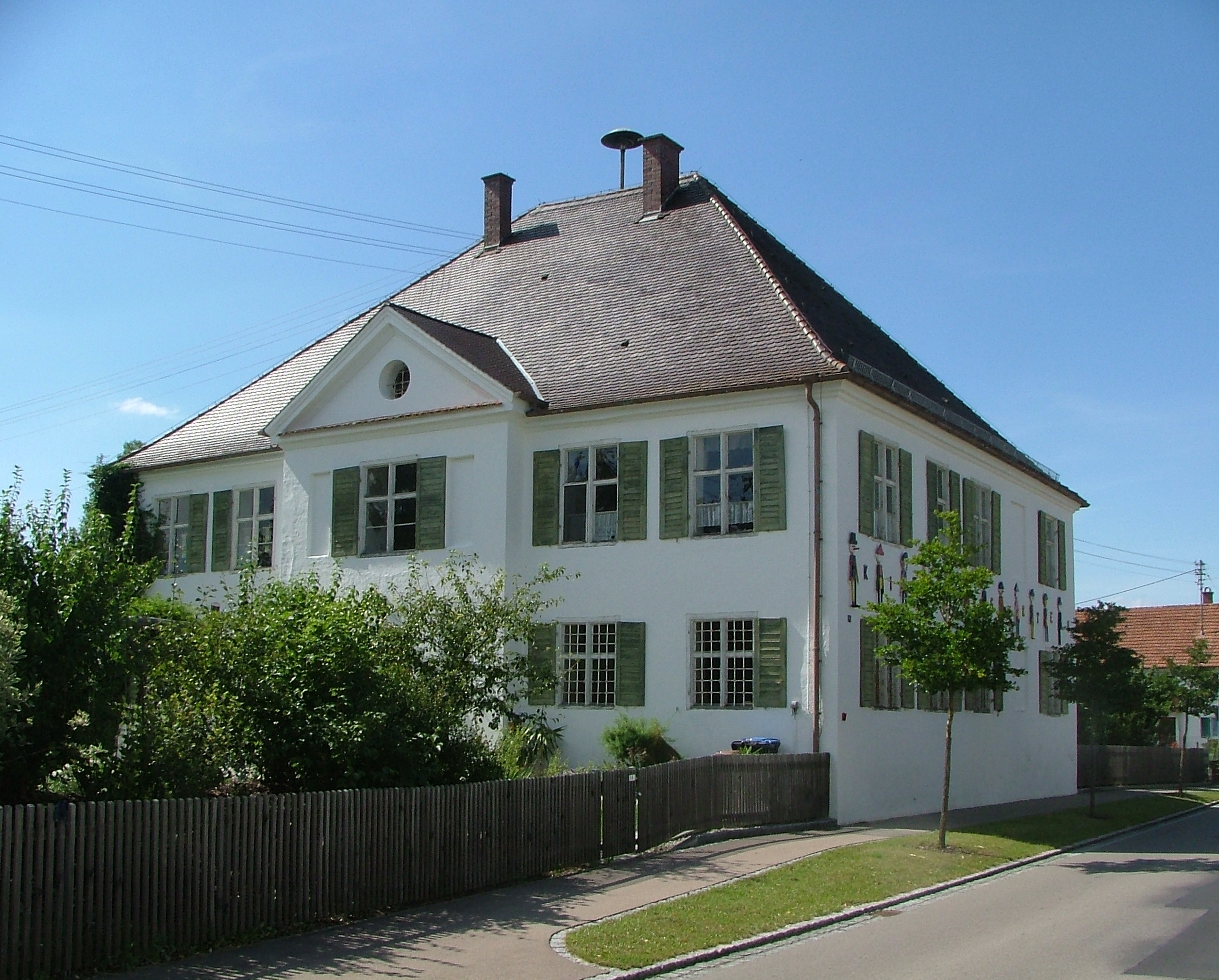
Ehemaliges Pfarrhaus in Attenhausen

Das Pfarrhaus in Attenhausen, einem Gemeindeteil von Sontheim im Landkreis Unterallgäu im bayerischen Regierungsbezirk Schwaben, wurde 1730 errichtet. Das ehemalige Pfarrhaus an der Ottobeurer Straße 14 ist ein geschütztes Baudenkmal.
Der zweigeschossige Walmdachbau mit südlichem Mittelrisalit mit Dreiecksgiebel wurde von Simpert Kraemer errichtet. 
Im Obergeschoss sind Decken und Wandfresken von Franz Anton Erler aus dem Jahr 1738 erhalten. Im Südwestzimmer befindet sich ein Kachelofen mit dem Wappen des Ottobeurer Abts Rupert Neß (1670–1740).
Im Jahr 1953 wurde durch den Ottobeurer Architekten Willy Hornung ein neues Pfarrhaus errichtet. Der alte Pfarrhof beherbergt heute den Kindergarten von Attenhausen.